# Euphorbia phylloclada
Euphorbia phylloclada är en törelväxtart som beskrevs av Pierre Edmond Boissier. Euphorbia phylloclada ingår i släktet törlar, och familjen törelväxter.
Artens utbredningsområde är Namibia. Inga underarter finns listade i Catalogue of Life.